# Patekhouli
Patekhouli (nep. पातेखौली) – gaun wikas samiti w zachodniej części Nepalu w strefie Lumbini w dystrykcie Rupandehi. Według nepalskiego spisu powszechnego z 2001 roku liczył on 765 gospodarstw domowych i 4900 mieszkańców (2337 kobiet i 2563 mężczyzn).